# Heteronyx infuscatus
Heteronyx infuscatus är en skalbaggsart som beskrevs av Macleay 1871. Heteronyx infuscatus ingår i släktet Heteronyx och familjen Melolonthidae. Inga underarter finns listade i Catalogue of Life.